# Северин, Адриан
Адриан Северин (рум. Adrian Severin; род. 28 марта 1954, Бухарест) — румынский дипломат и государственный деятель, член Палаты депутатов (1990—2007), министр иностранных дел (1996—1997), депутат Европейского парламента (2007—2014).

## Биография
Родился 28 марта 1954 года в Бухаресте, Румыния. В 1978 году окончил юридический факультет Бухарестского университета, где в 1986 году получил степень доктора юридических наук.
Свою карьеру начал в качестве преподавателя академии Штефана Георгиу, а в начале 1990-х годов вступил в политическую партию «Фронт национального спасения», которую покинул в апреле 1999 года. В 1990 году он был избран членом Палаты депутатов Румынии, а 12 декабря 1996 года получил портфель министра иностранных дел в кабинете Виктора Чорбя.
1 января 2007 года Северин стал депутатом Европейского парламента после вступления Румынии в Европейский союз. В 2011 году Европейский парламент начал официальное расследование предполагаемой коррупции со стороны Северина и двух других депутатов на основании расследования, проведённого журналистами Sunday Times. Северина обвинили в получении взятки в обмен на внесение поправок в закон, а журналисты предоставили видеозапись, на которой он принимал взятку. В сентябре 2013 года румынское антикоррупционное агентство предъявило ему официальное обвинение, а в феврале 2016 года суд приговорил его к трём с половиной годам тюремного заключения, в результате чего он провёл в заключении 15 месяцев.